# Wólka Niska
Wólka Niska – wieś w Polsce położona w województwie mazowieckim, w powiecie gostynińskim, w gminie Sanniki.
Administracyjnie wchodzi w skład sołectwa Wólka. W 2023 sołectwo liczy 303 mieszkańców.
W latach 1975–1998 miejscowość należała administracyjnie do województwa płockiego.